# Hugh Seton-Watson
Hugh Seton-Watson (ur. 15 lutego 1916 w Londonie, zm. 19 grudnia 1984 w Waszyngtonie) – brytyjski historyk, specjalizujący się w dziejach Rosji i Europy Środkowo-Wschodniej. 

## Życiorys
Był jednym z dwóch synów Roberta Williama Setona-Watsona, działacza i historyka. Kształcił się w Winchester College i New College w Oksfordzie. Po studiach rozpoczął pracę dla brytyjskiego MSZ (Belgrad i Bukareszt). Na początku II wojny światowej dołączył do Special Operations Executive. Po upadku Jugosławii w kwietniu 1941 został internowany przez Włochów i następnie wydalony do Wielkiej Brytanii. Następnie w brytyjskich siłach specjalnych w Kairze. W styczniu 1944 przeniósł się do Stambułu, prowadzać działalność wywiadowczą wśród uchodźców na Bałkanach. 
W latach 1945–1951 wykładał w Oksfordzie, 1951–1983 na Uniwersytecie w Londynie. Od 1957 prowadził regularnie zajęcia na Columbia University i innych amerykańskich uczelniach. 
Książka Piotra Wandycza Cena wolności. Historia Europy Środkowo-Wschodniej od średniowiecza do współczesności jest dedykowana pamięci Oskara Haleckiego i Hugh Setona-Watsona. 

## Wybrane publikacje
- Eastern Europe between the wars (Cambridge Univ. Press, 1945)
- The new imperialism: A background book (Bodley Head, 1961)
- Nationalism and communism: essays, 1946–1963 (Methuen, 1964)
- Nationalism old and new (Methuen, 1965)
- The Russian empire 1801–1917 (Clarendon, 1967)
- The ’sick heart’ of modern Europe: the problem of the Danubian lands (University of Washington Press, 1975)
- The imperialist revolutionaries: trends in world Communism in the 1960s and 1970s (Stanford: Hoover Institution Press, 1979.)
- Nations and states: an enquiry into the origins of nations and the politics of nationalism (Methuen, 1977)
- The imperialist revolutionaries (1979)
- Language and national consciousness (Oxford University Press, 1981)
- The making of a new Europe: R.W. Seton-Watson and the last years of Austria-Hungary. With Christopher Seton-Watson (Methuen, 1981)
- The decline of Imperial Russia 1855–1914 (Westview Press, 1985)
- The East European revolution (Westview Press, 1985)
- From Lenin to Khrushchev : the history of world communism (Westview Press, 1985)
- R.W. Seton-Watson and the Roumanians, 1906–20 (2 vols, Editura Științifică și Enciclopedică, București, 1988)